# Roraimia adusta
Roraimia adusta е вид птица от семейство Furnariidae, единствен представител на род Roraimia.

## Разпространение
Видът е разпространен в Бразилия, Венецуела и Гвиана.